# Білостоцький монастир
Білостоцький Хрестовоздвиженський монастир — згромадження ченців, засноване у 1636 році на кошти Семена Гулевича-Воютинського (у чернецтві Сильвестр), який дещо пізніше був висвячений на православного єпископа Перемиського та Самбірського. Розташований на Волині, у с. Білостоці.

## Історія

### Заснування
31 січня 1636 року Семен Гулевич законним порядком робить дарчий запис у коронному суді міста Луцька про те, що він передає усю свою маєтність – села, землю з селянами, доходи і гроші готівкою —– на будівництво православного монастиря з церквою в Білостоці. Заповідає монахам завжди бути вірними православної віри, коритися константинопольському патріарху.
Щоб дати лад своїй великій пожертві, він сам постригся в ченці і став першим ігуменом монастиря. Будучи тривалий час членом Луцького Чеснохресного православного братства, Семен Гулевич, зобов'язався утримувати в монастирі проповідника, вчителя богослов'я для монахів і училище для шляхетських і сільських дітей.
Очевидно, що місце для будівництва монастиря і Свято-Михайлівської церкви Семен Гулевич обрав задовго до дарчого запису. Гора — висока, на крейдяній основі, з-під якої б'ють джерела. Їх води впадають в річку Чорногузка (тодішня назва Олень), що тече біля підніжжя. Від гори до іншого берега веде гребля з водяним млином.
Час побудови монастиря в усіх документах зазначений 1636 роком. Хоча, залишається питанням, чи могли за один рік побудувати церкву і монастирські приміщення.

### План, монастирські споруди
До монастирського комплексу входили: церква, величезний монастирський будинок у формі літери «Г», декілька допоміжних приміщень – свічкарня, пекарня, баня, великий погріб та інші. Точно відомо, що для будівництва використовувалась місцева цегла з урочища Паляна гора. Тодішні майстри були доволі майстерні, адже цеглу випалювали різної форми і вона досі міцна.
Весь комплекс споруд не лише вибором місця, а й міцністю, архітектурними особливостями зводився як фортеця. Товщина стін церкви (єдина споруда, що вціліла) — один метр п'ятнадцять сантиметрів, а стіни південної сторони — півтора метра. Хід на хори, що веде до двох оборонних башт, знаходиться в стіні.
Біля підніжжя храмової гори під час будівництва дороги Торчин — Садів (1970–1971 роки) розкрито склепіння верхньої частини підземних ходів. В одному місці шанця підземний хід провалився. Він теж мав склепіння і йшов до Синайської гори де була підземна церква. Шанець же був висотою тридцять три метри від підніжжя. Мало поступалась йому і храмова гора.
Це все робилося з обороною метою, адже часи були важкі. В 1605, 1617, 1618, 1633 роках на Волинь ходили татари. У 1638 році вони вже потопталися і біля новозбудованого монастиря.

### Монастирське життя
Засновник монастиря — Семен Гулевич (у чернецтві Сильвестр) — став гордістю села. Він добре поставив господарство обителі — пасіки, бортневі дерева довколишнього лісу, рибні лови, розробку лісу для нових будов. Млин, кузня та інші ремесла давали додатковий дохід. Монастир жив високим життям. Мудрий пастир отримав новий високий духовний сан — став православним єпископом Перемишльським і Самбірським.
За документами, 26 травня 1640 року, єпископ Сильвестр (Гулевич) передав свій монастир з володіннями новому ігумену С. Селецькому. Це стало початком великих випробувань для монастирської братії, а це впливало і на життя села.
Луцькі римо-католицькі єпископи, що мали неподалік Білостоку землі, (а з ними і луцькі протестанти), повели довгу судову тяжбу за землі монастирські, претендуючи на якусь їх частку. Вони дуже знахабніли і назвали ігумена Селецького банітою, тобто людиною, позбавленою захисту законом. Третій по черзі ігумен Панкратій Попель у 1644 році скаржиться, що з заповіданих монастиреві сіл Грушове і Конониці Белзького повіту не надійшло монастиреві 200 польських золотих.
У 1646 році помер засновник Білостоцького монастиря єпископ Сльвестр Гулевич. І відразу ж рішенням Люблінського трибуналу село Гать було вилучено з володінь монастиря і повернуто нащадкам колишнього власника поміщика Свенцицького. А через два роки рідні діти єпископа Павло і Олександр Гулевичі зажадали повернути їм села Білосток і Воютин, хоч ще в 1632 році втратили їх. Навіть монастирські будівлі хотіли відсудити (з документу від 10 січня 1648 року).
Ці тяжби зупинили бурхливі події національно-визвольної війни в Україні, що спалахнула в тому ж році. І до стін монастиря прийшли козацькі загони. В їх рядах був і козацький хорунжий Гаврило Гулевич, шляхтичі з роду Білостоцьких, Жуковецьких. Вони підтримали ідеї української державності, проголошені Богданом Хмельницьким. Легенда твердить, що сам гетьман був у селі, в його церкві.
Можливо саме тому Павло Гулевич отямився і в 1657 році подібно до брата Семена, віддав усю свою маєтність монастиреві в Білостоці. Звичайно ж, з умовою, що монастир перейде в греко-католицизм, як це зробили сусідні поміщики, прийнявши католицьку віру. Така доля вже тоді могла спіткати всю білостоцьку обитель. Адже після нового загарбання Волині католики, єзуїти умертвили і луцьке православне братство і кафедральний храм Івана Богослова, який знаходиться в Луцькому замку. Луцький коронний суд та Люблінський трибунал не завжди захищали інтереси монастиря, основна причина — всі посади посіли греко-католики, католики.
Також багато залежало і від самих ігуменів монастиря. У 1678 році ігумен Опанас Опацький дав відсіч поміщикам з Воютина за збитки монастиреві, що вони колись чинили. Тривожним був період при ігумені Афанасії Падальському, коли поміщик Шимон Жабокрицький у 1700 році хотів повернути собі монастирську частину Білостоку. Відбувся суд, на якому у Жабокрицького не вистачило аргументів. Тоді він вирішив зі своєю челяддю вдатися до розбою. Вони зловили монастирських підданих, братів Йосипа, Пилипа та Андрія і хотіли порубати, але не порубали, тримали їх два дні в погребі, били і морили голодом. Також вони били киями тих хто їхав з Воютина біля монастиря на торчинські базари. Ще вистежували мельника, який був при монастирі, коли він йшов до млина на греблі.
Ігумен Падальський відомий і тим, що у 1690 році православний луцький єпископ Афанасій Шумлянський посилає його в Низкиницький монастир забрати майно цього монастиря через нашестя татар.
У 1701 році пан з села Гать — Владислав Путошинський скаржиться на монастирську братію, яка, захищаючись від нападів сусідів, дала їм відсіч. Путошинський — іновірець, і до того ж за розбій у Білостоці його вже штрафували, сидів у в'язниці, та це його не вгамувало. Монахи перестріли його слугу, шляхтича Войтеха Маковського, який віз скаргу в Лублінський суд, витягли з-за пазухи пакет і втопили на греблі в болото. Воютинський пан Йосип Гулевич підтримав ігумена і його челядь.
Міжконфесійна неприязнь православного монастиря та греко-католиків, католиків-панів породжувала нові конфлікти. Так у 1718 році ігумен Каліст Мороска судом намагався стягнути борг у розмірі 12000 польських злотих з панів Білостоцьких і Путошинського. Через рік Жабокрицький знову заорав монастирські землі. Справу вирішував суд. У 1721 році через не бажання сплачувати борг 9000 злотих, вчинили розбійний напад на монастир. Також з розбоєм вдиралися поміщики Мишинський і Лука Богданович, справу було передано до суду, і лише він вгамував їх апетити.
Та найбільш мужньо захищав честь монастиря і його майно ігумен Феодосій Падальський, який два строки керував братією обителі, а між ними в 1690-1698 роках був ігуменом Луцького братства.

### Закриття монастиря
У 1702 році православний єпископ Луцький і Острозький Діонісій Жабокрицький прийняв греко-католицизм. Всі в той момент згадали як він домагався луцького єпископства. У 1695 році отримав рекомендації від самого короля польського Яна III. Писав листи митрополиту Київському і Івану Мазепі у Батурин з проханням благословення. Збереглися листи митрополита і гетьмана Жабокрицькому, також лист гетьмана до ігумена білостоцького Феодосія Подальського. Тут, у монастирі, Діонісій одержував установчий універсал на єпископство.
Славився єпископ Діонісій ревністю в православ'ї, вченістю. А тут він робить такий вчинок, всі в Білостоці назвали це зрадою.
В цей самий час вирувала Північна війна. Петро І теж знав про Жабокрицького, бо писав листа митрополитові в Київ щодо його єпископства. Тому Діонісій вирішив, що буде краще, якщо він втече в Угорщину. Після від'їзду його родичі весь час посягали на його власність. Феодосій окрім маєтності в Білостоці, мав ще 13 сіл.
У 1708 році він повертається. У 1709 році його родичі, серед них Юрій Жабокрицький видали його російському командуванню. Ті, в свою чергу відправили Діонісія в заслання, де він в невдовзі помер.
Православний монастир в Білостоці весь час тримав оборону від сусідів-греко-католиків. Було багато випадків стикання двох вір. Один із них: селі Жуківець поблизу Білостока влітку 1700 року помер греко-католицький священник Касіан. На прохання овдовілої попаді він був похований православними ченцями Білостоцького монастиря за православним звичаєм у його ж сільській церкві. Вдова не звернулась за цим до греко-католиків, бо вони були далеко від Жуківців. Коли про це дізналися греко-католицькі ченці, які прибули, вийняли труну з померлим і кинули в болото поблизу церкви.
Суд не розглядав цієї справи. А ось побиття монастирського кухаря Івана Даниловського кваліфікували як злочин греко-католиків. Йому сокирою рубали руки, плечі, просто, за віру.
У 1726 році ігумен Зелінський знов звертається до суду, бо пан Лука Богданович напав на монастир. А напав через те, що монастир довгий час була твердинею проти наступу унії. І ще луцькі православні владики мали тут свою резиденцію.
У 1732 році нову спробу заволодіти майном монастиря зробив пан Косович. Відбувся важкий суд, та пан нічим не міг довести свою правоту. Подібних випадків в історії монастиря було чимало.
Але перехід монастиря в унію відбувся не через панів, а через підступність ігумена Варлаама Верещака. Він 20 років з 1736 року керував монастирем у званні суперіора Василіянського ордену. Навіть змінив ім'я на Вавржинцев.
Частина монахів відразу покинула монастир і обрала пристанище за два кілометри від села — в урочищі Скитик. Там серед непрохідного лісу на поляні стояла невелика церковка в ім'я святих апостолів Петра і Павла. Ікона перших апостолів з цієї церкви досі збереглась.
Також відомо, що частина монахів — це ті ж поміщики села Білостоку, були спільниками і однодумцями Верещаки. Їм було не важко схилити до унії своїх кріпаків. Звичайно був опір, тому що подібні випадки сталися і в Жидичині і в Піддубцях тощо.
В той час прийняття греко-католицизму православною й католицькою церквами сприймалося населенням як зрада національним традиціям, інтересам українського населення.
Шістдесят років Білостоцький монастир був греко-католицьким. Греко-католицьке й католицьке оточення не полегшило його становище. Майже єдиною, хто зробив пожертву монастиреві, була монахиня луцького василіянського кляштора Анна Пузинянка. У 1736 році вона відписала для підтримки білостоцької обителі 2500 польських злотих. Це для того, щоб посприяти новій діяльності недавнього ігумена, тепер суперіора її ж ордену Верещаки. Але греко-католицькі поміщики все одно посягали на майно монастиря і на володіння всім Білостоком, зрештою вони свого досягли. У 1759 році Верещака втратив 2000 злотих у судовій тяжбі з поміщиком Хрустинським.
Суперіор Василь Шадурський теж не мав успіхів у спорах з поміщиками-сусідами. Але йому таки вдалося зробити добудову до Михайлівської церкви — ризниці з північної вівтарної сторони, і архіву з південної сторони. Архів у монастирі, церкві був справді багатим. Тут зберігалися різні документи про Білосток, Воютин, Гать, про події в Луцьку, Володимирі, Торчині тощо. У 1870 році тут було виявлено копію дарчої грамоти князя Льва Даниловича — старшого сина Данила Галицького — на побудову монастиря в Лаврові біля Луцька. На жаль, в різні періоди архів був перевезений до Житомира (1864 рік) та інші місця.
Інші суперіори монастиря мало чим різнилися в своїй діяльності. Поміщики села Білосток в 1783, порушуючи діючі тоді закони, не оплатили 3000 злотих. Воютинський пан Хрустинський не сплатив 1000 злотих. А у 1790 році монастир прийняв двох дезертирів з армії, за це польська військово-судна комісія наклала штраф 400 злотих.
Цікавим явищем того часу було видання в 1790–1791 роках почаївського «Богогласника» — своєрідної антології духовних псалмів. У ній вміщено на польській мові псалом «Найсвятішій Марії в монастирі Білостоцькому» присвячений Білостоцькій чудотворній іконі Божої Матері.
За легендою, ця ікона — древньо-грецького письма, на цинковій основі. З 1636 року вміщена у вівтарі на горному місці, в кіоті, в позолоченій, прикрашеній різьбою рамі. На ікону накладена срібна риза з визолоченими вікнами. За переказами, звернення до ікони і щира віра допомагали білосточанам в обороні від татарських набігів і в зціленні прихожан від різних хвороб. В дні свят завжди здійснювали тут хресний хід до берегових козацьких джерел і освячення води. Відпусти проводилися тут з часів ігумена Сільвестра Гулевича 15 серпня, в день святої Трійці.

## Йов Кондзелевич(життя в монастирі)
У 1688 році, до обителі прийшов дев'ятнадцятирічний юнак-художник, став монахом, створив школу іконописного мистецтва. Невдовзі про неї знали у всьому Волинсько-Галицькому краї.
Його ім'я — Йов Кондзелевич тепер знаний у всій Європі як видатний український художник кінця XVII — початку XVIII століття. Його твори занесені до каталогів найвідоміших музеїв мистецтва. Найціннішим його творінням вважають Богородчанський іконостас, що експонується у Національному музеї у Львові ім. А. Шептицького. Також там знаходяться деякі ікони з Білостоцької церкви. Ще його творіння знаходяться у Волинському краєзнавчому музеї, Музеї волинської ікони та інших.
Досі залишається загадкою, чому саме у цей монастир прийшов Кондзелевич. Як твердять дослідники його творчості, народився він у місті Жовква в 1667 році. Є припущення, що саме там він і почав навчатися живопису. Але якщо подивитися у «Українську Радянську Енциклопедію» (т. 5, с. 353) чомусь місцем початку навчання вважається Київ або закордонні школи. Чи могло вистачити статків молодого художника для навчання за кордоном і на кількарічне перебування там.
Білосток він обрав не випадково, припускається, що тут жили його родичі. На всіх його роботах був майже однаковий підпис: 
| “Недостойний ієромонах Йов Кондзелевич, законник Білостоцького монастиря рукою власною зробив…” | і місяць, і рік. Це не випадково. Також відомий рік, коли він став ієромонахом — 1693 рік.
У білостоцькій церкві зберігся вівтар з іконою «Успіння Богородиці» та шести апостолів старого іконостасу і парна до «Успіння Богородиці» ікона «Зішестя Святого Духа». По ній можна припустити, що вже в початковий період перебування в монастирі він мав учнів. Він з ними прикрашає іконостас дивовижними красивими іконами, в яких обличчя святих зображені об'ємно, а гама кольорів передає живі образи, почуття, думку. Такого волинські храми ще не пам'ятають.
Очевидно на створення саме таких ікон його надихали події того часу. Тоді ще були козаки, селяни, ремісники в Білостоці і в інших селах, які під булавою Богдана Хмельницького та інших старшин виборювали незалежність України, штурмували шляхетські замки, на небувалу височінь піднесли дух народу. Але після цього періоду настав інший — Руїна. Йов передавав це у своїх дивовижних іконах.
Влітку 1696 року Кондзелевича запрошують у сусідній Загорівський монастир. Там він працює над оформленням престолу, призначеного для розміщення старої ікони Богоматері. І архітектура, і різьба, і живопис престолу вражають своєю красою. Йов зробив цікаві зображення Марії, Ісуса Христа, епізоди з Старого й Нового Заповіту. До речі, підпис там такий : 
| “Смиренний ієромонах Йов Кондзелевич, законник монастиря Білостоцького в літо року Божого 1696”. |
Майстрові надходять замовлення і з-поза меж Волині. Багато монастирів реконструювались, відновлювались після набігів татар та війн. Майже сім років (1698–1705 роки) з групою майстрів різних спеціальностей він працює над іконостасом для скиту Манявського. Цей іконостас увійшов в історію українського мистецтва під назвою Богородчанського. То одна з найкращих пам'яток живопису XVII століття. В цих іконах прекрасно втілені не лише майстерність самого Кондзалевича, а й те, що він навчився у своїх товаришів.
З поверненням у Білосток, малює навколишню красу з Синай-гори, своїх друзів-монахів, селян, селянок. Знаходить це відображення і в іконах. Популярність Іова Кондзалевича, його мудрість, духовного, моральна досконалість такі помітні, що його обирають ігуменом Луцького братського монастиря.
Знатні шляхтичі Чацький і Загоровський замовляють в нього іконостас для Загорівського монастиря (відомий пізніше як Вощатинський іконостас), ікони для Луцького собору, для Черчицької церкви тощо.
До наших днів дійшла тільки частина творів «Білостоцького ієромонаха». Але і із тих творінь, що збереглися можна зробити висновок, що Йов Кондзалевич – художник-реформатор, який об'єднав у собі усе найкраще, що творив український живопис у попередні і його часи. Він прекрасно відобразив дух епохи і прагнення народу до покращення життя, осяяною християнською духовністю.
1740 року Йов Кондзелевич помирає. За переказами його поховали біля стін Білостоцького монастиря.